# Callidiellum
Callidiellum é um gênero de coleópteros da tribo Callidiini.

## Taxonomia
- Tribo Callidiini
  - Gênero Callidiellum
    - Callidiellum cupressi
    - Callidiellum przewalskyi
    - Callidiellum rufipennis
    - Callidiellum villosulum
    - Callidiellum virescens